# جشنواره فیلم و عکس همراه تهران
جشنواره فیلم و عکس همراه تهران جشنواره‌ای است «فرهنگی هنری» که در حوزهٔ «فیلم‌سازی و عکاسی» با محوریت تلفن همراه به‌صورت سالانه برگزار می‌شود.